# Abellera becada
Ophrys scolopax Cavanilles és una espècie d'orquídia monopòdica i terrestre de la subtribu Orchidinae dins la família orquidàcia del gènere Ophrys. Un dels seus noms comuns és abellera becada.

## Etimologia
El nom del gènere Ophrys deriva de la paraula grega "ophrys" = 'cella'.
Del llatí prové "scolopax" referit al seu label.
Ophrys ja el menciona Plini el Vell (23-79).

## Sinònims
- Arachnites speculum Tod. (1842)
- Ophrys holoserica ssp. scolopax (Cav.) H. Sund. (1975)
- Ophrys fuciflora ssp. scolopax (Cav.) H. Sund. (1980)

## Hàbitat
Està distribuïda per la regió mediterrània i arriba a Hongria i al sud del Caucas. Viu en prats, garrigues, matolls i boscos. Arriba a fer de 25 a 30 cm.

## Morfologia
Durant l'estiu estan en estat dorment com un bulb subterrani. Al final de l'estiu desenvolupa una roseta de fulles; a la primavera següent es desenvolupa la tija floral i durant l'antesi les fulles ja comencen a marcir-se.
Les flors tenen un gran label trilobulat i de color marró fosc amb el lòbul central avellutat, ovalat, allargat i abombat. El label fa de 13 a 18 mm de llargada, té tres lòbuls: els dos lòbuls laterals triangulars amb uns pèls fins que imiten els èlitres dels insectes. El lòbul intermedi és glabre i més gran que els laterals i la seva zona especular és de color blau cobalt amb la vora blanquinosa.
Els pètals més interns imiten les ales d'un insecte. Aquesta espècie és molt variable en els seus dibuixos i en la gradació del color. Floreix de mitjans de març a abril.

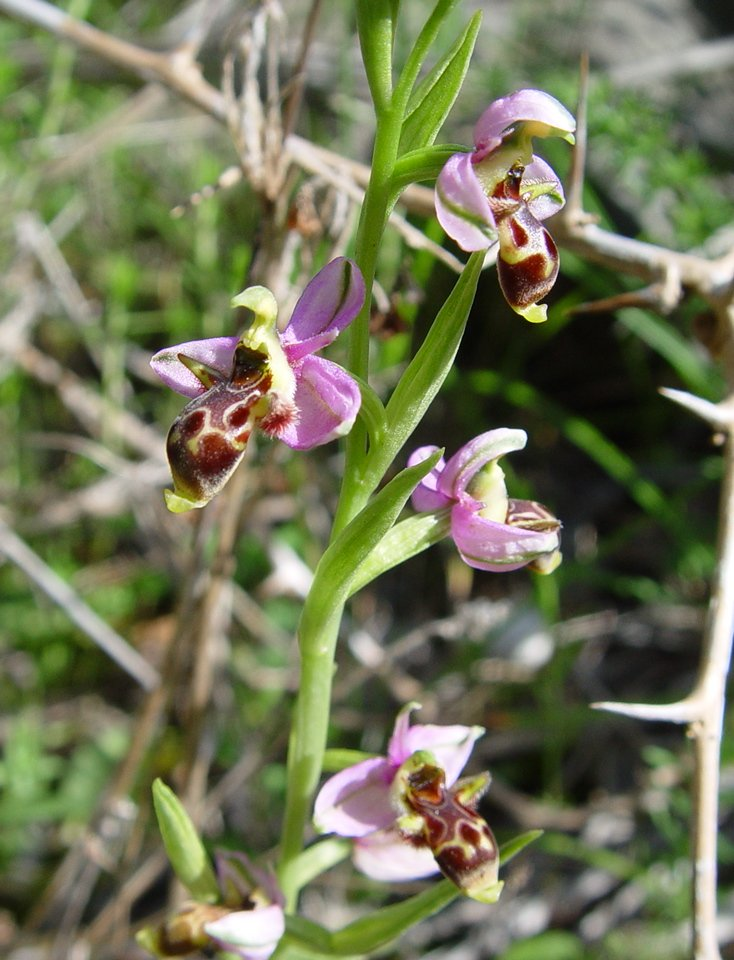
O. scolopax scolopax, a l'Algarve (Portugal)

## Subespècies d'Ophrys scolopax
- Ophrys scolopax: Orquídia perdiu (Hongria, Medit. al Caucas).
  - Ophrys scolopax ssp. cornuta: Orquídia banyuda (Hongria a Turquia).
  - Ophrys scolopax ssp. heldreichii (Grècia a SW. Turquia, Xipre)
  - Ophrys scolopax ssp. scolopax (Medit. a Caucas)

## Híbrids naturals d'Ophrys scolopax
- Ophrys × aghemanii (O. scolopax subsp. cornuta × O. turcomanica) (Iran).
- Ophrys × anomala (O. maxima × O. scolopax ssp. heldreichii) (Creta)
- Ophrys × bastianii (O. magniflora × O. scolopax ssp. scolopax) (Europa)
- Ophrys × bergonii (O. saratoi × O. scolopax ssp. scolopax) (Europa)
- Ophrys × bernardii (O. aveyronensis × O. scolopax ssp. scolopax) (Europa)
- Ophrys × carpinensis (O. biscutella × O. scolopax ssp. cornuta) (Itàlia).
- Ophrys × composita (O. scolopax × O. tenthredinifera) (França)
- Ophrys × delphinensis (O. argolica × O. scolopax ssp. cornuta) (S. Grècia).
- Ophrys × duvigneaudiana (O. araneola × O. scolopax ssp. scolopax) (França)
- Ophrys × kohlmuellerorum (O. scolopax ssp. scolopax × O. sulcata) (França)
- Ophrys × minuticauda (O. apifera × O. scolopax) (França, Sardenya).
  - Ophrys × minuticauda nothosubsp. donorensis (O. apifera × O. scolopax ssp. conradiae) (Sardenya).
  - Ophrys × minuticauda nothosubsp. minuticauda (França)
  - Ophrys montserratensis nothosubsp. neoruppertii (O. bertolonii × O. scolopax) (França).
- Ophrys × nelsonii (O. insectifera × O. scolopax) (França).
- Ophrys × neorupperti (O. aurelia × O. scolopax ssp. scolopax) (França)
- Ophrys × olbiensis (O. bombyliflora × O. scolopax) (Francia).
- Ophrys × peltieri (O. scolopax × O. tenthredinifera) (N. Àfrica).
- Ophrys × philippei (O. scolopax × O. sphegodes) (S. Europa).
- Ophrys × regis-minois (O. cretica × O. scolopax ssp. heldreichii) (Creta)
- Ophrys × samuelii (O. drumana × O. scolopax ssp. scolopax) (França)
- Ophrys × vicina (O. holosericea × O. scolopax) (França, SW. Sardenya).
  - Ophrys × vicina nothosubsp. corriasiana (O. holosericea ssp. chestermanii × O. scolopax ssp. conradiae) (SW. Sardenya)